# Катастрофа DC-8 под Куала-Лумпуром
Катастрофа DC-8 под Куала-Лумпуром — авиационная катастрофа, произошедшая во вторник 27 сентября 1977 года в районе Куала-Лумпура с Douglas DC-8-62H японской компании Japan Airlines, при этом погибли 34 человека. На момент событий это была крупнейшая авиационная катастрофа в Малайзии.

## Самолёт
Douglas DC-8-62H с заводским номером 46152 и серийным 550 был выпущен в 1971 году и продан японской авиакомпании Japan Airlines, в которую поступил 23 августа и где получил бортовой номер JA8051. Его четыре двигателя были модели Pratt & Whitney JT3D-3B.

## Катастрофа
Самолёт выполнял рейс JAL 715 из Токио в Сингапур с промежуточными посадками в Гонконге и Куала-Лумпуре. Первая часть полёта была выполнена без замечаний и с 10 членами экипажа и 69 пассажирами на борту рейс 715 вылетел из гонконгского аэропорта Кайтак. Через 2 часа авиалайнер вошёл в зону аэропорта Субанг (Куала-Лумпур). По указанию диспетчера посадка должна была осуществляться на полосу 15, при этом погодные условия были сложными. Во время захода на посадку командир экипажа, не видя полосы, допустил снижение ниже установленной безопасной высоты для полётов по приборам. В 4,1 милях (7,6 км) от торца полосы летящий в посадочной конфигурации на 750 футов (228 метров) ниже безопасной высоты авиалайнер врезался в холм высотой 260 футов (79 метров). Самолёт промчался через плантацию каучуковых деревьев, в результате чего у него разрушилась передняя часть фюзеляжа и возник пожар. В катастрофе погибли 8 членов экипажа, включая весь лётный экипаж, и 26 пассажиров, то есть всего 34 человека. Остальные выжившие 45 человек получили ранения различной тяжести. На момент событий это была крупнейшая авиационная катастрофа в Малайзии, пока всего через 2 месяца не была превзойдена втрое катастрофой малайзийского Boeing 737 (100 погибших).
В память о погибших, на Японском кладбище в Малайзии был установлен мемориал.

## Причины
Вероятной причиной катастрофы стала ошибка командира экипажа, который, не наблюдая взлётно-посадочную полосу в поле зрения, допустил уход под безопасную высоту и продолжал снижение до столкновения самолёта с землёй. Одной из сопутствующих причин стал недостаточный контроль командира за траекторией полёта в сложных метеоусловиях, находясь при этом в зоне ожидания, где находились ещё несколько самолётов. Но ещё более важной сопутствующей причиной стало невмешательство второго пилота в действия командира, когда тот начал нарушать установленные компанией инструкции.